# Поцци, Жан
Жан Феликс Анн Поцци (фр. Jean Félix Anne Pozzi; 30 мая 1884, Париж — 2 октября 1967) — французский дипломат и коллекционер, один из крупнейших собирателей иранского и исламского искусства в Европе. Сын Самюэля Поцци, брат писательницы Катрин Поцци.

## Дипломатическая карьера
На дипломатической службе с 1907 года, работал в посольствах Франции в Оттоманской империи и Великобритании, затем в 1919—1922 гг. в посольстве Франции в Чехословакии, в 1922—1925 гг. в дипломатическом представительстве в Мюнхене. В 1926—1934 гг. вновь в посольстве в Турции, в 1934—1936 гг. посол Франции в Иране; в эти годы также работал в Международной комиссии по проливам. В 1936 г. опубликовал брошюру «Франция и Иран» (фр. La France et l'Iran) с обзором отношений между двумя странами. В 1937—1939 гг. возглавлял управление архивов Министерства иностранных дел Франции.
В 1939 г. назначен послом Франции в Египте; представлял интересы Правительства Виши. В 1940 г. подписал с премьер-министром Хасаном Сабри соглашение о прекращении Египтом долговых выплат Франции. В январе 1942 г. выслан из Египта после того, как правительство страны под давлением Великобритании разорвало отношения с режимом Виши как союзником гитлеровской Германии.

## Коллекционирование
Уже к 1930 году коллекция Поцци была настолько значительна, что известный востоковед Эдгар Блоше подготовил о ней книгу-каталог «Коллекция Жана Поцци: Иранские и индоиранские миниатюры» (фр. Collection Jean Pozzi: Miniatures persanes et indo-persanes).
В 1950 г. сам Поцци опубликовал альбом «Индийские миниатюры эпохи Великих Моголов» (фр. Miniatures indiennes au temps des grands Moghols).